# Голямо Църквище
Голямо Църквище е село в Североизточна България.
То се намира в община Омуртаг, област Търговище.
Част от данните не са попълнени, но бихте могли да ги добавите.